# Gwiazda Pacyfiku
Gwiazda Pacyfiku (ang. Pacific Star) – gwiazda Wspólnoty Brytyjskiej przyznawana za udział w II wojnie światowej na Pacyfiku.

## Zasady nadawania
Gwiazda była nadawana za służbę na Pacyfiku i w Azji Południowo-Wschodniej między 8 grudnia 1941 i 15 sierpnia 1945. Pacific Star był nadawany natychmiastowo każdemu żołnierzowi, który zginął lub został ranny w boju.
Brytyjskie przepisy mundurowe określały, że nagrodzony Pacific Star nie mógł otrzymać Burma Star.
Późniejsze zmiany uprawniały do otrzymania Burma Star – oznaczano to przez odpowiednią klamrę przypinaną do wstążki odznaczenia. Na baretce doczepiano srebrną rozetkę w kształcie róży heraldycznej.

## Opis
Sześcioramienna gwiazda z brązu o wysokości 44 mm i szerokości 38 mm.
W centrum znajduje się okrągła tarcza z monogramem królewskim GRI VI i królewską koroną. W otoku napis: The Pacific Star
Wstążka była opracowana przez króla Jerzego VI.
Dżungla reprezentowana jest przez pasek koloru ciemnozielonego, plaże – żółtego. Royal Navy – ciemnobłękitnego, armia brytyjska – czerwonego i Royal Air Force – jasnobłękitnego.

### Klamry medalu
- Burma – dla odznaczanych, którzy kwalifikowali się do otrzymania Burma Star.